# Олександр Конецпольський
Олекса́ндр Конецпо́льський, або Александер Конецпольський гербу Побуг (пол. Aleksander Koniecpolski; 1620 — 30 березня 1659, с. Підгірці, тепер Бродівського району Львівської області) — воєначальник, державний діяч Речі Посполитої, за походженням — польський шляхтич, магнат. Князь (1637 рік).

## Біографія
Син коронного гетьмана Станіслава Конецпольського і його другої дружини Кристини Любомирської (пом. 1645; донька бурґграфа Кракова Себастьяна Любомирського).
Навчався у ліцеї (новодворській школі) Кракова, військової справи навчали найкращі вчителі, також батько. У вересні 1635 року разом з батьком перебував у Штумській Весі під час приготування до шведської кампанії. Протягом 1635—1638 років з вихователем Шимоном Старовольським перебував за кордоном. У 1637 році став старостою переяславським («відступив» батько). У 1640—1643 роках перебував у Франції, Італії, Бельгії. За службу в імператорському війську в Німеччині, Голландії імператор (цісар) Фердинанд III надав йому 1637 року титул князя  Священної Римської Імперії. Під командуванням батька 1644 року бився проти татар, брав участь у битві під Охматовим (вів у бій свою хоругву з 150 кавалеристів).
Як магнат кресовий і прикордонний староста, відрізнявся суворим характером. Наказав забрати у Богдана Хмельницького Суботів, приєднати його до Чигиринського староства (виконавець наказу — підстароста Даніель Чаплінський забрав його собі). Конецпольський не виконав розпорядження короля Владислава IV Вази повернути Суботів Б. Хмельницькому, виплатив йому 150 золотих. Разом з іншими кресовими олігархами (магнатами) волів силою придушити повстання козаків.
Учасник воєн з козаками, один із ініціаторів капітуляції коронного війська перед шведським військом у час «шведського потопу». Отримав у козаків Богдана Хмельницького (самого Б. Хмельницького) під час Національної Визвольної війни глузливе прізвисько «Дитина» за молодий вік. Під час визвольної війни українського народу 1648–1654 був одним з трьох (разом з Влядиславом Домініком Заславським і Миколаєм Остророгом) командувачів річпосполитським військом (реґіментарів) у битві під Пилявцями 1648 р.
Для провокування війни з Туреччиною у жовтні 1646 року разом із Самійлом Лящем, Яремою Вишневецьким, 4000 осіб війська атакував пониззя Дніпра; дійшов під Очаків, забрав полонених, худобу, що відіграло свою роль 1648 року у повстанні Б. Хмельницького.
В Язлівці — маєтності А. Конецпольського — після оголошення перемир'я в лютому 1649 повідомили, що всі, хто бажає, можуть безпечно приїжджати на головний ярмарок. Після приїзду до міста багатьох поляків, шляхтичів, панів, ксьондзів дідич наказав провести слідство, щоб з'ясувати, хто сприяв тому, що місто піддалось козакам та повстанцям. Присутні вказали на двох чи трьох райців і війта, яких за наказом посадили на палю. Коли ця звістка дійшла до козаків, вони (кільканадцять тисяч) змогли здобути Язловець знову, вирубавши при цьому «до одного».
У жовтні 1657 р. був під Торунем з 6-ма корогвами, але не відіграв важливої ролі (командував Є. Любомирський). Восени 1658 р. з 3-ма полками (бл. 3300 коней) прибув до Мальборка, Ґрудзьондза, Бродниці, Штуму шарпати ворога, зміг розбити під'їзд з Мальборку, взяти полонених. Після невдалої сутички під Холмом добрався до Кішпорку (Дзєржґоня), де важко захворів; мусів віддати командування коронному хорунжому Яну Собеському. За військові заслуги, за кошти, витрачені ним для утримання залог в Бродах, Язловці сейм 1658 р. надав йому право збирати податки і мита в Язловці на 3 роки.
Помер раптово наприкінці березня 1659 року в Підгірцях, був похований у Бродах.

### Конфлікт з Богданом Хмельницьким
Батько перед смертю 1646 року, за переказом літописця Натана Гановера, доручив «знайти яке-небудь обвинувачення і зігнати зі світу» Б. Хмельницького. Оскільки Б. Хмельницький володів Суботовом «спокійним володінням», не маючи офіційних документів — акту надання, королівського підтвердження, О. Конецпольский заперечив права Богдана Хмельницького. Для цього використав чигиринського підстаросту Даніеля Чаплінського, який хотів господарювати в Суботові, збільшити доходи Олександра Конецпольського. Можливо, після одруження із Йоанною Барбарою із Замойських дав дозвіл Д. Чаплінському розправитися з Б. Хмельницьким.

### Посади
Хорунжий великий коронний 1641 р., староста переяславський 1637 р., чигиринський 1643 р., корсуньський 1643 р., плоскирівський 1643 р., долинський 1648 р., канівський 1651 р., буський; воєвода сандомирський 1656.

### Маєтності, фундації
Мав великі землеволодіння в тодішній Україні. Після смерті батька 1646 успадкував Підгірці, Броди у Львівській землі, де цього року приймав короля Владислава IV з дружиною. Успадкував:
- родинний палац у Варшаві (тепер президентський палац),
- Язловецький замок, для зміцнення якого «не щадив коштів»,[11] оточив зовнішньою лінією оборони, збудував нижній замок з наріжними бастіонами, 2-поверховим житловим будинком з ренесансними порталами проїзду, в якому мешкав[11] під час перебування тут.

### Родина
Зять Томаша Замойського. Посаг дружини Йоанни Барбари − 400000 злотих готівкою, клейноди, срібло (еквівалент 100000 злотих). Шлюб був 9 листопада 1642 року в Замості. Дружина померла 1653 року, була похована в Конецполі.